# Brânzeni, Mehedinți
Brânzeni este un sat în comuna Ponoarele din județul Mehedinți, Oltenia, România.